# 187 TCN
Năm 187 TCN là một năm trong lịch Julius. 

## Mất
- Lỗ Nguyên Công chúa